# Kommentar des litauischen Zivilprozessgesetzbuchs
Der Kommentar des litauischen Zivilprozessgesetzbuchs (lit. Lietuvos Respublikos civilinio proceso kodekso komentaras) ist der einzige Gesetzeskommentar, der das neue Zivilprozessgesetzbuch Litauens (Civilinio proceso kodeksas) von 2002 für die Republik Litauen zum Gegenstand hat. Die einzelnen Artikel des Gesetzbuchs werden zitiert und interpretiert. Der Kommentar gehört zur wissenschaftlichen juristischen Sekundärliteratur. Er wurde vom Fachverlag „Justitia“ von 2004 bis 2005 herausgegeben.

## Autoren
Autoren sind Richter (Lietuvos apeliacinis teismas, Lietuvos Aukščiausiasis Teismas) und Rechtswissenschaftler der Universität Vilnius:
- 1. Band: Artūras Driukas, Egidijus Laužikas, Valentinas Mikelėnas, Vytautas Nekrošius und Virgilijus Valančius
- 2. Band: Vytautas Nekrošius, Egidijus Laužikas, Konstantas Ramelis, Virgilijus Valančius, Artūras Driukas und Česlovas Jokūbauskas.

## Bibliographie
- 1. Band // I tomas: I dalis. Bendrosios nuostatos, 2004 m.[2]
- 2. Band // I tomas: II dalis. Procesas pirmosios instancijos teisme; III dalis. Teismų sprendimų ir nutarčių teisėtumo ir pagrįstumo kontrolės formos bei nagrinėjimo ypatumai, 2005 m.[3]